# Ludwig Nikolaus von Hallart

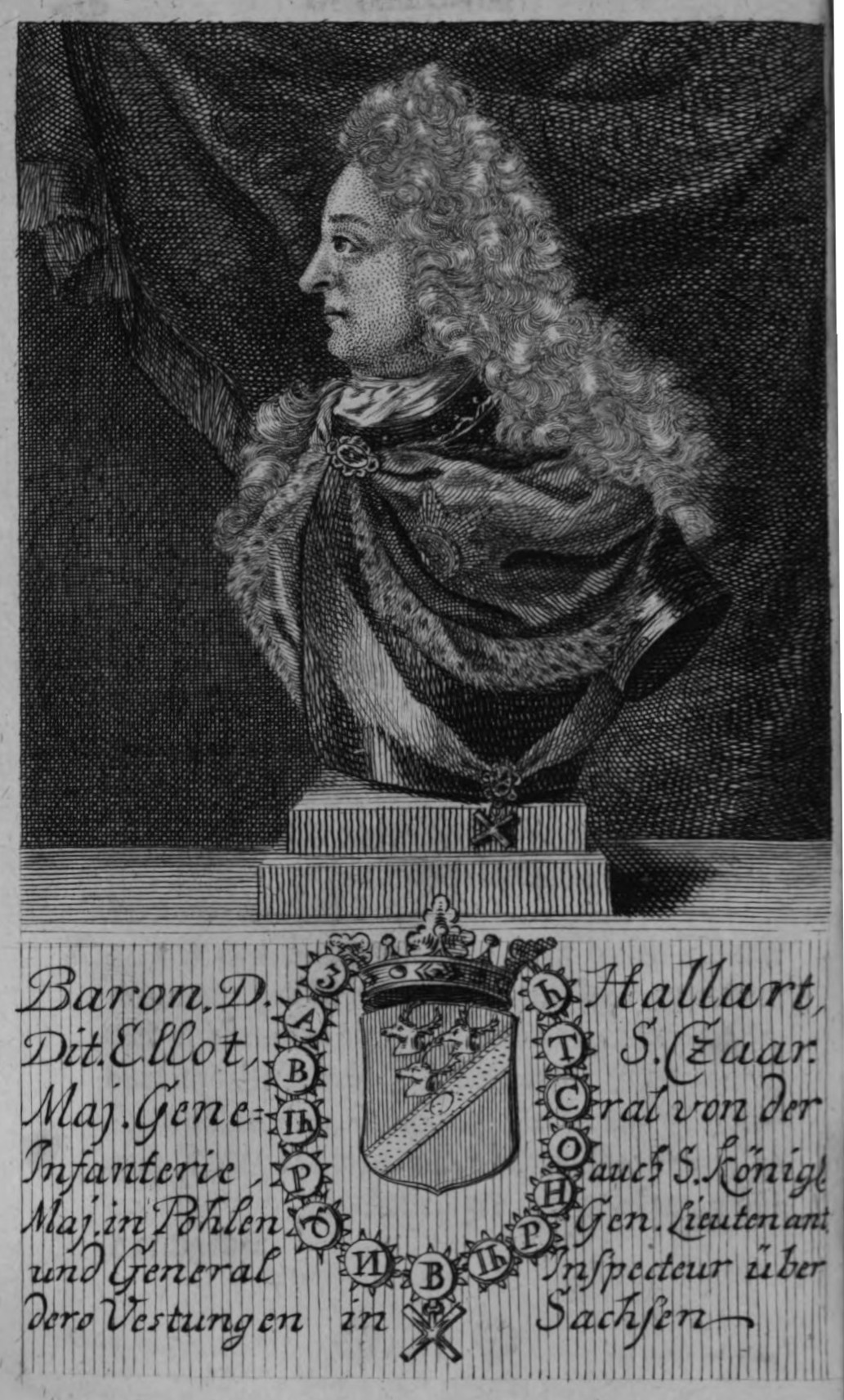
Ludwig Nikolaus von Hallart, 1711

Ludwig Nikolaus von Hallart, zeitgenössisch Ludwig Nicolaus Freiherr von Hallard, (russisch Людвиг Николай фон Алларт; * 2. Oktoberjul. / 12. Oktober 1659greg. in Husum; † 16. Maijul. / 27. Mai 1727greg. in Wolmarshof bei Wolmar) war ein General der russischen Armee unter Peter dem Großen im Nordischen Krieg. 

## Herkunft
Seine Eltern waren der kurbrandenburger Generalmajor Heinrich Hallard genannt Elliot (1620–1681) und dessen erste Ehefrau Kunigunde, geb. von Dewitz († 1660). Seine Schwester Antoinette Hedwig war mit den Feldmarschall Adrian Bernhard von Borcke (1668–1741) verheiratet.

## Leben
Von Hallert wuchs im Kurfürstentum Sachsen auf und diente lange Zeit in der sächsischen Armee. Auf Empfehlung von Friedrich August II., dem Kurfürsten von Sachsen, König von Polen und Großherzog von Litauen, begann er 1700 in der Russischen Armee zu dienen. Er stieß im September 1700 zu russischen Einheiten, die sich bei Narva befunden haben. Dort wurde er von Zar Peter I. persönlich empfangen und bekam von ihm am gleichen Tag den Dienstgrad eines Generalleutnants. Da er ein erfahrener Ingenieur war, wurde er beauftragt, einen Plan der Belagerung von Narva anzufertigen. Den benötigten Plan stellte von Hallart bereits am nächsten Tag vor. Während der Belagerung der Festung hat von Hallart die Belagerungsarbeiten beaufsichtigt. Bei der eigentlichen Schlacht um die Festung, die für die Russische Armee eine völlige Niederlage war, suchte er, zusammen mit dem Oberbefehlshaber Herzog Charles Eugène de Croy und vielen anderen ausländischen Offizieren, die die russischen Soldaten des Verrats bezichtigt haben, seine Rettung bei den Schweden. Bis 1705 befindet sich von Hallart in schwedischer Gefangenschaft, danach wurde er gegen den Kommandanten von Narva, den schwedischen General Arwid Horn ausgetauscht. 1706 wurde er zum Botschafter des Königs August II. von Sachsen am Zarenhof Peters I. ernannt.
Im gleichen Jahr hat König August II. auf den polnischen Thron verzichtet und von Hallart wurde wieder in den russischen Militärdienst aufgenommen. Er beteiligte sich an vielen militärischen Aktionen gegen Schweden. Persönlich leitete er die Befestigungsarbeiten an einigen strategisch wichtigen Punkten in Polozk und Kopys. Im Jahr 1708 bekam von Hallart das Kommando über die 3. Heeresdivision und wurde Kommandant der Festung Poltawa. Er verteidigte den Ort gegen den schwedischen König Karl XII., bis der Entsatz unter Zar Peter anrückte. In der folgenden Schlacht bei Poltawa wurde das schwedische Herr faktisch vernichtet. Dafür bekam er die höchste Auszeichnung des Russischen Reiches – den Orden des Heiligen Andreas. Im Jahr 1711 beteiligte er sich an dem misslungenen Feldzug Peters I. am Fluss Pruth und wurde verwundet. Ein Jahr später übernahm er das Kommando über das gemeinsame Heer der verbündeten russischen, polnischen und dänischen Einheiten, die in Schwedisch-Pommern die Festung Stralsund belagerten. Bald jedoch wurde von Hallart das Kommando entzogen, was er als Beleidigung empfand und worauf er den Dienst quittierte. Er bekam die Ortschaft Volmarshof in Livland zur lebenslangen Nutzung. 1717 kehrte er nach Sachsen zurück und war 1718 beim Begräbnis des Generals Wostromirsky, aber 1719 verließ er die sächsischen Dienst endgültig und kehrte nach Moskau zurück, bat aber schon bald um seinen Abschied, worauf hin er sich wieder nach Livland zurückzog. Vom Zaren erhielt er 2000 Rubel Pension. Im Jahr 1721 kehrte er aber in den Militärdienst zurück und übernahm das Kommando über die Einheiten in der Ukraine. Im April 1723 übergab er das Kommando an General Michail Golizyn und zog nach Sankt Petersburg. Hier bekam er am 30. August 1725 von der Kaiserin Katharina I. den Alexander-Newski-Orden verliehen. Bald darauf quittierte er erneut den Militärdienst, diesmal als Oberfeldherr (General en Chef) und kehrte auf seinen Landsitz zurück, wo er bis zu seinem Tod gelebt hat.
Unter seinen Zeitgenossen fiel er durch seine hohe Bildung auf. Von Hallart verfügte über ungewöhnlich breite Kenntnisse im Ingenieurwesen und ein hervorragendes Allgemeinwissen. In seinem Nachlass befinden sich 800 Pläne verschiedener europäischer Festungen. Bekannt wurde er auch als erster Biograph von Peter I. Sein unvollendetes Manuskript zur Geschichte Peters I. wird in der Bibliothek der Eremitage in Sankt Petersburg aufbewahrt.

## Familie
Ludwig Nikolaus von Hallart war mit Magdalena Elisabeth, geb. von Bülow (1683–1750) verheiratet. Sie förderte maßgeblich die Ansiedlung und Mission der Herrnhuter Brüdergemeine in Livland.